# Cabeza Líjar
Cabeza Líjar o Cabeza Lijar es una montaña de la sierra de Guadarrama en el sistema Central, cadena que recorre de este a oeste el centro de la península ibérica. Se ubica entre las provincias españolas de Ávila, Madrid y Segovia. Tiene una altitud de 1822,80 metros sobre el nivel del mar.
Su situación hace que la mitad este de Cabeza Líjar esté dentro de la Comunidad de Madrid, el cuarto noroeste en la provincia segoviana y el cuarto suroeste en la abulense. Su cumbre está coronada por un búnker de la guerra civil española reconvertido en refugio y mirador; al lado del mismo se ubica un vértice geodésico de primer orden.

## Descripción

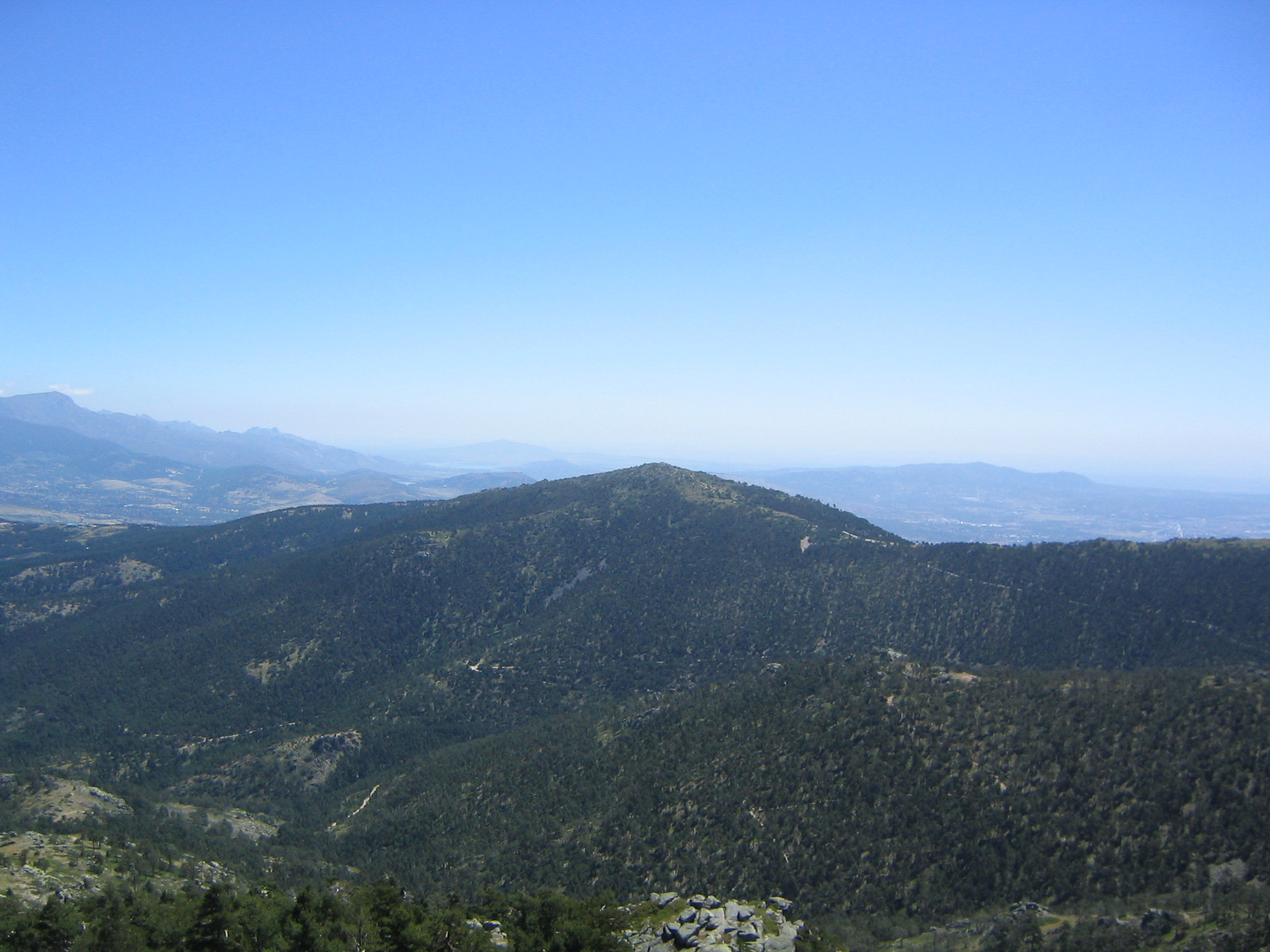
Cabeza Líjar vista desde la vertiente abulense de la sierra de Guadarrama.

Esta montaña, que está formada principalmente de granito, tiene sus laderas cubiertas de un bosque de pino silvestre poco denso y de ejemplares relativamente jóvenes. Numerosas formaciones rocosas están presentes en la superficie en la zona alta de la montaña.
Las faldas de esta montaña, como las de sus vecinas, están sembradas de restos de construcciones bélicas procedentes de la guerra civil española en diferente estado de conservación. En su cumbre hay un magnífico búnker que ha sido reconvertido en refugio y en mirador, una construcción circular que da un aspecto característico a la cima. Desde este mirador se ve una de las mejores vistas de la Sierra de Guadarrama y las dos mesetas. 
La cercanía al Alto del León y a la carretera que partiendo del mismo llega a Peguerinos (Ávila) hace de este monte un objetivo popular y asequible para todos los que se quieran acercar a la montaña sin mucho esfuerzo.
Esta carretera, que en su parte madrileña ya se ha convertido en pista, es el acceso más cómodo a la cima de Cabeza Líjar. Recorre la vertiente sur de la montaña a escasos metros de la cumbre y cerca de ella cruza la vertiente de aguas por el collado del Ciervo, más conocido en la actualidad como collado de la Mina, en referencia a la mina de wolframio que se explotaba en sus inmediaciones, que lo separa del cerro de la Salamaca para poco más abajo cruzar por el collado del Hornillo por el llamado puerto del Burreco (1634 m), cerca está la peña del mismo nombre donde la leyenda cuenta que en su cima hay un tesoro, que lo separa de Cueva Valiente, delimitando las vertientes segoviana y abulense.
La sierra de Guadarrama tiene una orientación este-oeste. En Cabeza Líjar sale el ramal norte-sur que se conforma con la cercana cumbre de Cueva Valiente y la sierra de Malagón. Hacia el oeste, hacia Ávila, se forma el Valle Enmedio, mientras que por el sur se abre la llanura de la Submeseta Sur donde, entre los numerosos embalses, se aprecia la aglomeración urbana de la ciudad de Madrid y todos los núcleos poblacionales de su parte norte. Entre las últimas estribaciones de la sierra, mirando al suroeste, se puede ver la gran cruz del Valle de los Caídos que se levanta en un cerro situado en medio de la magnífica y sorprendente ubicación de Cuelgamuros. La vertiente sur de Cabeza Líjar pertenece al valle de La Jarosa.

## Bandoleros, guerra y la mina

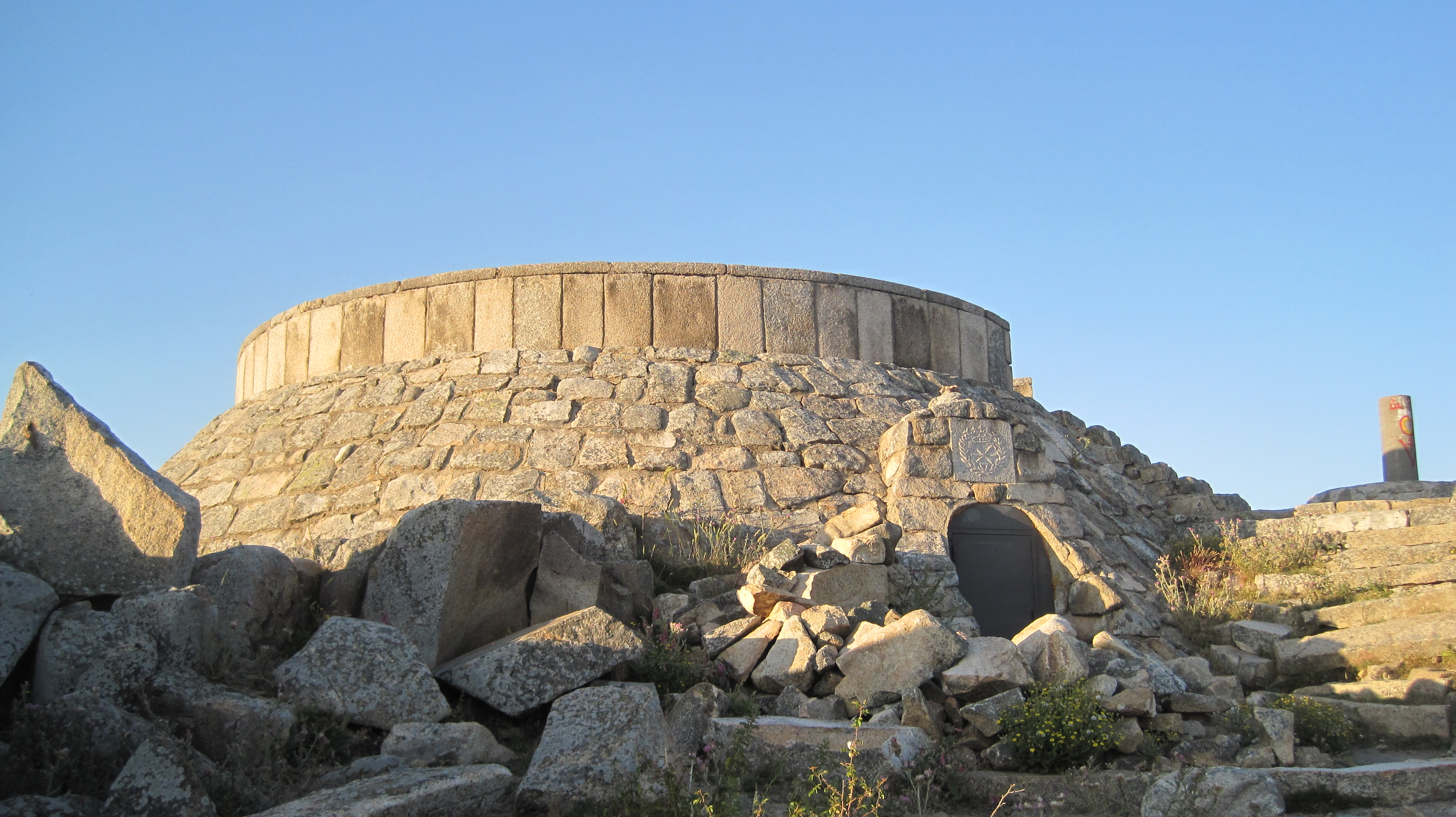
Fortín de la Guerra Civil en la cumbre de Cabeza Líjar, convertido en refugio y en un mirador con espectaculares vistas.

Este lugar de la sierra de Guadarrama, cercano a una vía principal de comunicación, como es la ruta que une la capital de España con todo el noroeste peninsular, y alejado, al mismo tiempo de los núcleos principales de población ha sido refugio y terreno para el pillaje y el bandolerismo. Son muchos los bandoleros que tuvieron sus refugios por estos montes. Entre ellos destacó Juan Plaza.
En el verano de 1936 el ejército franquista vio detenido su avance sobre la capital de España en las cumbres de esta sierra. Cabeza Líjar tomó doble valor estratégico basado, por un lado, en su ubicación y por otro en la existencia de una mina de wolframio (explotación posterior a la guerra).
Las tropas republicanas, compuestas por algunas unidades militares que permanecieron fieles y por milicianos y voluntarios internacionalistas lograron evitar la toma de la capital hasta el último año del conflicto, lo que obligó a los sublevados a cambiar de estrategia y reactivar el frente norte (País Vasco y Asturias) en la primavera de 1937.

### La mina

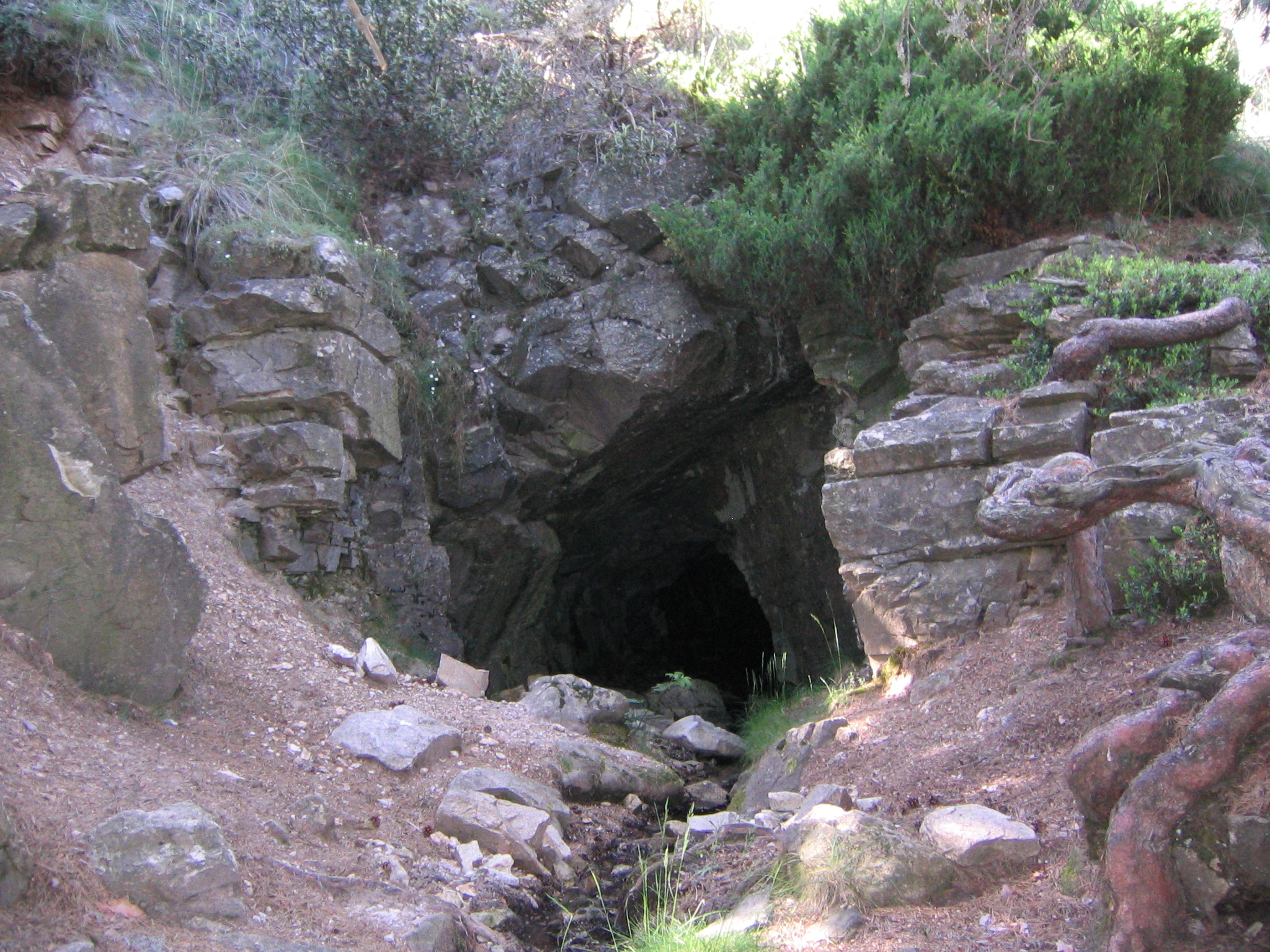
Bocamina de la mina "La Primera".

La explotación minera de Cabeza Líjar se ha realizado en varios lugares y es de dos tipos: a cielo descubierto y en galería. Hay varios minerales, pero la explotación más importante ha sido la de la wolframita, que proporciona el wolframio.
Las explotaciones se encuentran en la ladera sur. Justo en la carretera, debajo de la cumbre, se halla la explotación a cielo abierto, una cantera y varias refas que actualmente están cubiertas. A unos 100 m por debajo de la carretera se ubica la galería de la mina. Esta mina fue llamada Mina la Primera.
Las labores de explotación se realizaron sobre un haz paralelo de filones de dirección este - oeste. Para ello se realizó una galería principal perpendicular a los filones de la que partían galerías secundarias que se adentraban en el mineral. En la cantera se puede observar como la wolframita aparece en nidos o rellena fisuras del cuarzo. Las escombreras son fácilmente visibles bajo la carretera.

## Rutas de ascenso

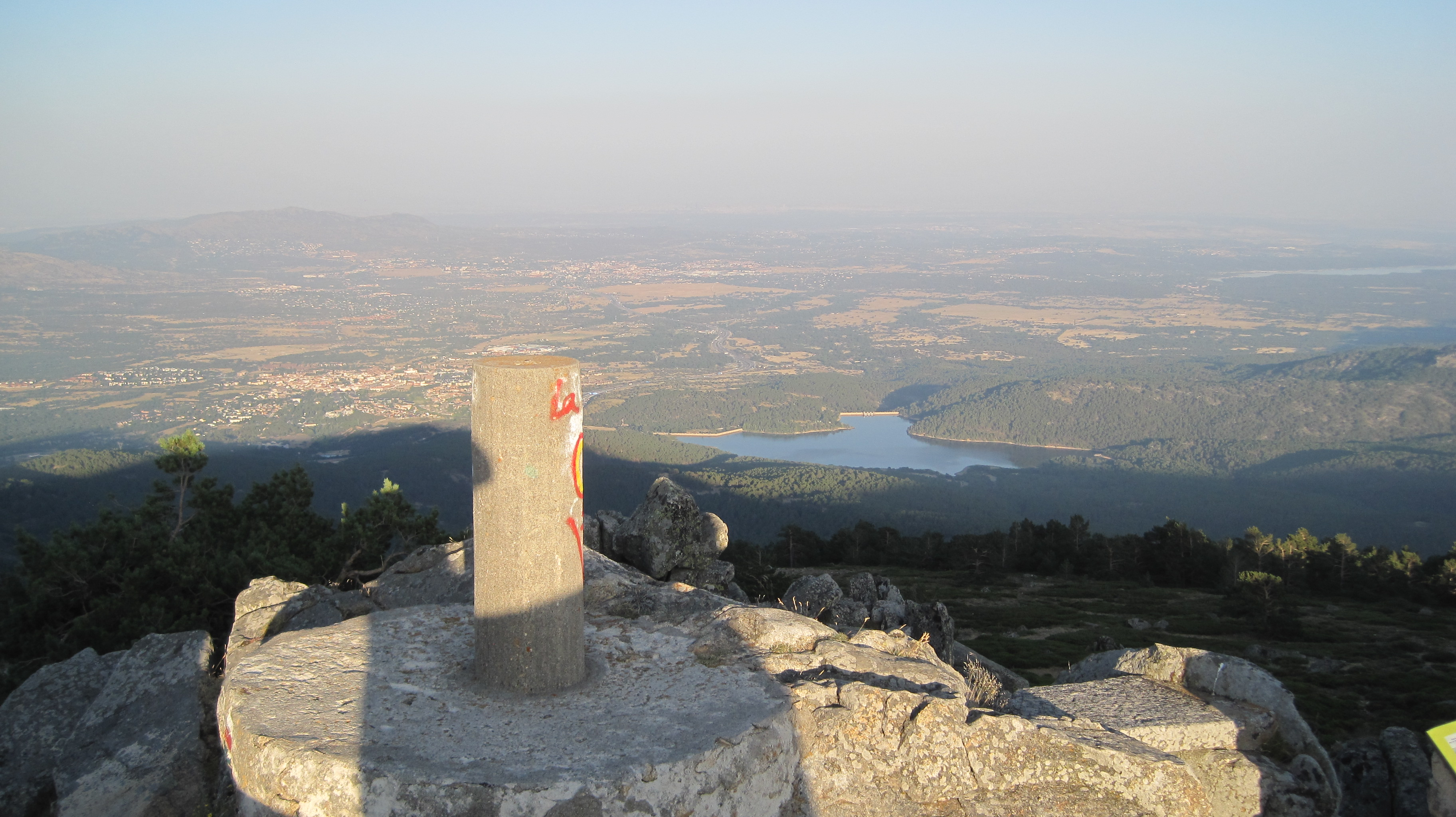
Vértice geodésico en la cumbre. A sus pies, el embalse de La Jarosa.

El ascenso a esta cumbre se realiza a través de una pista forestal que sale del puerto de Guadarrama (1511 m) en dirección oeste y que, tras recorrer cinco kilómetros aproximadamente, termina en el collado de la Mina (1710 m), lugar desde el que sale un camino que conduce a la cima.
Se puede llegar al Collado de la Mina subiendo por el camino que acompaña el cauce del Arroyo Mayor hasta el Collado del Hornillo y de allí al de la Mina.
El acceso a la cumbre también es posible partiendo desde la localidad segoviana de San Rafael: siguiendo el Camino de la Peña del Águila alcanzamos el cerro del mismo nombre (1470 m), pasando la Puerta de Peña del Águila y entrando así en la provincia de Ávila, más concretamente el término municipal de Peguerinos; se continúa el sendero que sale a nuestra izquierda hasta llegar a una revuelta de la pista forestal que nos conduciría al Collado del Hornillo; dejando esta a la derecha, atacamos Cabeza Lijar bordeando este pico por la derecha.